# Dinarmolaelaps
Dinarmolaelaps is een geslacht van vliesvleugeligen uit de familie Pteromalidae. De wetenschappelijke naam van dit geslacht is voor het eerst geldig gepubliceerd in 1917 door Masi.

## Soorten
Het geslacht Dinarmolaelaps omvat de volgende soorten:
- Dinarmolaelaps protus Masi, 1917
- Dinarmolaelaps vatomandryi Risbec, 1952